# 콘스탄티노스 10세 두카스
콘스탄티노스 10세 두카스(그리스어: Κωνσταντίνος Ι΄ Δούκας, 1006년 – 1067년)은 1059년부터 1067년까지 동로마 황제였다.
콘스탄티노스 두카스는 파플라고니아의 군사귀족 가문 출신으로 아버지 안드로니코스 두카스는 모이시아의 총독이었다. 그의 둘째 부인 에우도키아는 콘스탄티노폴리스 총대주교 미카일 케룰라리오스의 조카였다. 콘스탄티누스는 비잔티움의 역사가이자 정치가인 미카일 프셀루스의 친구이면서 그의 영향을 많이 받았는데 프셀루스는 자신의 영향력을 이용해 전임황제 이사키우스가 제위에서 물러날때 콘스탄티누스를 황제로 선택하게 만들었다.
그는 프셀루스와 다른 문민관료들의 영향으로 군대를 견제하는 정책을 폈다. 군대의 재정을 줄이고 장군들의 권한을 제한하였으며 농민병사들은 외국의 용병으로 대체되었다. 또한 콘스탄티누스 모노마쿠스 치세 때 병합한 아르메니아에 대하여 잘못된 정책을 폈는데 그곳의 단성론자들을 박해하고 약 5만명의 현지 민병대를 해체하였다. 이러한 정책은 때마침 제국의 동쪽에서 성장하던 셀주크 제국과의 완충지대 역할을 하던 아르메니아를 셀주크에게 내주는 역할을 하였다.
1064년 셀주크군은 아르메니아의 수도 아니를 점령하고 그곳을 전진기지 삼아 1067년 아나톨리아 반도에 있는 카파도키아의 카이사레아까지 진출했다. 또한 그의 치세 때 남부 이탈리아에서 바리를 제외한 대부분의 영토를 노르만족 로베르토 기스카르에게 빼앗겼다.
1067년 5월 22일 콘스탄티누스가 죽고 아들 미카일과 황후 에우도키아 마크렌보리티사가 그 뒤를 이었다. 그러나 곧 로마누스에게 넘어갔다.